# Сигал, Хаим Исаакович
Хаим Исаакович Сигал (Сыгал; укр. Хаїм Ісакович Сигал), псевдонимы — Кирилл Николаевич Сыголенко, Кароль Ковальский (27 марта 1904, с. Лещатов близ Львова, Австро-Венгрия — 19 июня 1952, Ровно, УССР) — военный преступник, еврейский коллаборационист, казнённый за участие в массовых убийствах мирных граждан.

## Биография
Родился 27 марта 1904 года в купеческой еврейской семье в селе Лещатов на Львовщине. Родители — Исаак Сигал и Дебора Шифенбауэр. У Хаима было 5 братьев и две сестры. Отец работал на водочном заводе, в 1914 году после начала Первой мировой войны был мобилизован в австро-венгерскую армию. Вскоре после демобилизации в 1919 году отец Хаима умер, а семья в 1920 году переехала во Львов. Ему пришлось совмещать учёбу в учительской семинарии c работой в магазине и на складе. После окончания семинарии Хаим работал учителем идиша в частной еврейской школе.

### Во время войны
После начала Второй мировой войны и присоединения Западной Украины к СССР 22 сентября 1939 года устроился на работу в НКВД и закончил трёхмесячные ведомственные курсы. На новой работе пригодилось знание языков — идиша (значит, и немецкого), польского и украинского, а также освоение русского. Получил должность оперуполномоченного и работал в девятом, затем в первом районном отделении Львова. Он женился на девушке на 17 лет младше его (Циля Лазаревна) и в 1941 году у них родилась дочь Люба.
После нападения Германии на СССР сотрудников НКВД из Львова 27-28 июня 1941 года отправили на восток — в Винницу и далее в Киев. Семья Сигала эвакуировалась отдельно и они больше никогда не встречались. В Киеве Сигал вступил в 1-й партизанский полк НКВД и в должности начальника штаба 8-го батальона этого полка был направлен в немецкий тыл в районе Новоград-Волынска. По его словам, он был отправлен в разведку и попал в плен к немцам. По послевоенной оценке следователя МГБ — «при сомнительных обстоятельствах». После обнаружения при осмотре обрезания и, как следствие, выявления еврейского происхождения, Сигал бежал из плена. После этого он придумал себе легенду, что он украинец из Чернигова, который эмигрировал 1920 году, в 1939 году оказался в зоне советской оккупации Польши, был арестован и бежал из советской тюрьмы после того как её в 1941 году разбомбили. С этой легендой Сигал добрался до города Корец, где сумел раздобыть документы на имя Кирилла Николаевича Сыголенко и устроился на работу переводчиком в окружном отделе полиции в Сарнах.
На территории Волыни в это время действовала организация Полесская сечь Тараса Бульбы-Боровца. В сентябре 1941 года Сигал познакомился с Боровцом. Последний уговорил Сигала уволиться из полиции и пойти к нему служить сотником и редактором газеты «Гайдамак». Сигал не только редактировал газету, но и публиковал собственные тексты. Также вместе с Бульбой он выступал в населённых пунктах с антисоветскими речами и стал личным адъютантом лидера. В это же время Сигал завёл новую семью, женившись на Елене Симонович, которая была сестрой капеллана «Полесской сечи» Михаила Симоновича.
Немецкие оккупанты осенью 1941 года провели массовые аресты бандеровцев и в ноябре потребовали ликвидации «Полесской сечи». Бульба-Боровец принял решение не сопротивляться и 16 ноября объявил о роспуске организации. В заседании принял участие и Сигал, который поддержал своего лидера. Через 2 дня после этого в Олевск прибыл эсэсовец капитан Гичке, который потребовал у членов уже распущенной организации помощи в уничтожении местных евреев. По заявлению Сигала, который находился в это время в штабе, Гичке насильно мобилизовал 62 украинца, которые 19 ноября расстреляли 535 евреев. Информации о личном участии Сигала в этом расстреле нет, но есть свидетельства, что он спас двух женщин — сотрудницу газеты «Гайдамак» Веру Рейблат и её сестру. Обидевшись на немцев, Бульба-Боровец и часть его формирований перешли на полуподпольное положение, а Сигал по договорённости с Бульбой вернулся на работу к немцам.
Сигал снова устроился работать переводчиком — сначала в украинской полиции, затем в немецкой жандармерии. С апреля 1942 года стал комендантом полиции в в Дубровице Ровненской области. Под его командованием было 25 человек, в их обязанности среди прочего входило выявление и уничтожение евреев. В августе 1942 года Сигал лично руководил депортацией примерно 3000 евреев в Сарны, имея основания предполагать, что они будут убиты. В том же месяце участвовал в расстрелах десятков евреев в Дубровице, в том числе убивал евреев лично, включая малолетних детей. В суде удалось установить, что Сигал собственноручно убил не менее 15 человек.
Бежав вместе с немцами на Запад, он продолжал выискивать врагов рейха. В Кенигсберге, а затем в Потсдаме под Берлином в 1943 году становится штатным сотрудником СД, которого немцы под видом военнопленного засылали в концлагеря для советских военнопленных. Он успешно справился с поставленной хозяевами задачей — выявлял подпольные группы Сопротивления и готовившиеся побеги. Хозяева учли «заслуги» своего агента и незадолго до краха нацистской Германии изготовили для него документы на имя Кароля Ковальски, еврея из Варшавы, находившегося в концлагере смерти Дахау.

### После войны
Обосновавшлся в Потсдаме под польским именем Кароль Ковальский. Пытался выехать в США, но ходатайство было отклонено по причине болезни жены.
С 1946 года — сотрудник советского морского агентства, однако был арестован 17 января 1947 года за спекуляцию и контрабанду, осужден на 10 лет, отсидел 3 года в уже социалистическом лагере Заксенхаузен и вышел по амнистии в январе 1950 года. Продолжал жить в Берлине и заниматься бизнесом, но разорился.
После этого он познакомился в Западном Берлине с двумя торговцами ювелирными изделиями, которые предложили Сигалу мошенническую схему с фиктивными «задержаниями» в советской зоне состоятельных людей от имени властей с последующим «выкупом». Сигал искал подходящего человека для такой работы среди советских силовиков, но не нашёл. А его самого арестовали чекисты. По утверждению ветерана советской разведки Санникова его в Берлине опознала землячка из Львова.
Перевезён в Ровно, осуждён и казнён 19 июня 1952 года. После повторного рассмотрения дела в независимой Украине был признан не подлежащим реабилитации.